# 진광
진광(1986년 9월 5일 ~ )은 대한민국의 가수다. 2024년 싱글 앨범 [양파같은 사람]으로 데뷔했다.
2025년 4월 4일 싱글 앨범 [사랑을 탐내는 여자(사탐여)] 를 발매 하였다.
2025년 5월 9일 정통트로트 싱글 앨범 [인생길] 을 발매 하였다. 
[인생길] 은 ‘봄날 같은 젊은 시절’을 지나 ‘바람처럼’ 흘러온 인생, 그 길 위에 웃음도 눈물도 있었지만 결국 남는 건 소중한 추억임을 노래한다. 진광의 섬세한 감성과 진심 어린 목소리로 풀어낸 ‘인생길’은 누구나 공감할 수 있는 인생의 여정을 담은 곡으로, 마치 한 편의 시처럼 듣는 이의 마음을 어루만진다. 지친 오늘을 살아가는 이들에게 따뜻한 위로가 되고, 내일을 향해 다시 힘차게 걸어갈 수 있는 용기를 주는 노래이다.

## 방송
- 히든싱어6 (2020) - 진성 편 4위
- 노래가 좋아 (2021)
- 아침마당 (2021)
- 노래하는 대한민국 (2023) - 수성구 편 우승
- 대구MBC라디오 즐거운오후2시 (2024)

## 음반
- 양파같은 사람 (2024)
- 사랑을 탐내는 여자(사탐여) (2025)
- 인생길 (2025)

## 경력
- 구미미르치과병원 홍보대사 (2022)

## 수상
- 제6회 황악산전국가요제 장려상 (2022)
- 은해사 은빛문화제 산사노래자랑 동상 (2023)
- 경북가수 맞짱전 1위 (2025)